# 釋真常
釋真常（1900年1月19日—1946年1月31日），俗名曾書易，法名今圓、真常，也稱曾真常，曾用華池、曼陀、愛佛、曾曼濤、曾希魯、曾我真常等筆名，皇民化時期更名增上真常，台灣日治時期新竹州人，佛教禪師，是台灣佛教四大法脈之一大湖法雲寺派僧侶，曾歷任曹洞宗臺灣駐在開教師、臺中市大覺院主任、大湖法雲禪寺副住持與艋舺龍山寺住持等職。

## 略歷
曾書易早年戶籍地於桃園廳竹北二堡下南片庄29番地，父曾阿良、母劉氏新妹，家中排行第五，自幼即承父母命每日課誦《金剛經》一卷。1917年，依止新竹州法雲禪寺副住持妙果和尚的高徒達聖法師（寶月上人）出家，1921年渡海至中國福州鼓山湧泉禪寺振光和尚座下受戒。1923年負笈至安徽省安慶佛教學校就讀完成中學學歷，隔年轉赴武昌佛學院於太虛大師座下學習現代佛教改革理念。1925年至1926年入南京法相大學特科修業，受學於歐陽竟無、呂澂等唯識學者。1926年8月底返臺演說，深獲法雲禪寺住持林覺力器重，歷任該寺布教師、彌陀會講師與《亞光新報》協辦等務，1927年2月自膺教務主任開辦「臺灣佛學社」，立臺灣佛學教育之先河。1928年至1930年代潛修於臺中毘盧禪寺閉關閱藏，期間撰著《佛學淺要》流傳於各寺院。1936年，圓光禪寺傳授「四眾戒會」，真常法師與師父妙果和尚攜手傳承宗師覺力禪師的嚴淨毗尼宗風。1937年，釋真常受聘為臺中大覺法堂第二代住持同時為「南瀛佛教會」教師與「臺灣三成協會贊助員」，1939年升任法雲禪寺副住持。1940年，艋舺龍山寺管理人禮邀釋真常出任住持，任內推動各項佛化建設成立龍山寺圖書室、協助編纂《艋舺龍山寺全志》同時改革「迎棺陋習」並興辦「佛教婦人會」，1942年兼任新竹竹東師善堂住持，栽培女弟子甘玉燕（明禪尼師）傳衍法脈。1945年臺灣光復，真常法師於該年12月31日籌組「臺灣省佛教會組織籌備會」，參與建立戰後統一全臺的佛教組織「中國佛教會臺灣省分會」，隔年1月31日釋真常圓寂，世壽四十七載、僧臘二十九、戒臘十九，臨終時未能親睹「臺灣省佛教會」正式建立卻仍矢志以佛教興國，其理念終由所屬之法雲寺派同門師兄弟及其弟子接續落實。

## 來源
1. 1 2 3 4 5 6 7  楊璟惠. . 萬卷樓圖書股份有限公司. 2023-11: 頁517-550.
2. ↑  李添春：〈台灣佛教史資料——上篇曹洞宗史：大湖法雲寺高僧傳〉，《臺灣佛教》第27卷第1期（1973年4月），頁14-16。
3. ↑  張文進主編，臺灣佛教大觀，臺中：正覺出版社，1957年，頁113。
4. ↑  《臺灣佛教》記者：〈本會改組的回顧（一）〉，《臺灣佛教》創刊號（1947年7月），頁18-19。

| 前任： 釋妙應 | 艋舺龍山寺住持 西元1940年12月13日—1946年1月31日 | 繼任： 釋達華 |